# Lumsden (Saskatchewan)
Lumsden es un pueblo canadiense situado en la provincia de Saskatchewan.

## Superficie
Lumsden tiene una superficie de 4,92 km².

## Demografía
En 2021, tenía 1800 habitantes, una densidad poblacional de 366 hab./km², y 732 viviendas.